# Václav Kasík
Václav Kasík (9. srpna 1947 Chodov – 18. prosince 2012) byl český hudebník, hudební redaktor, manažer a podnikatel.

## Život
Vystudoval ČVUT, nedokončil studia sociologie na FF UK. Působil jako klávesista Country beatu Jiřího Brabce, měl i vlastní orchestr. Doprovázel mj. Evu Pilarovou a Hanu Zagorovou. Do Československého rozhlasu nastoupil začátkem 80. let jako externí hudební redaktor. Již v 80. letech se začal věnovat manažerské práci, po revoluci podnikání. V letech 1993–1999 byl ředitelem Rádia Alfa. Od července 1999 byl generálním ředitelem Českého rozhlasu, v květnu 2005 funkci obhájil, v červenci 2009 byl odvolán.
Několik měsíců pracoval jako poradce pražského primátora Pavla Béma, od března 2010 byl ředitelem oddělení public relations pražského magistrátu.
19. května 2010 jej jmenoval ministr kultury Václav Riedlbauch ředitelem České filharmonie. Nový ministr kultury Jiří Besser v srpnu 2010 rozhodl o vypsání výběrového řízení na toto místo. Kasík proto 31. srpna 2010 rezignoval a oznámil, že se konkurzu nezúčastní.
Zemřel na mozkovou příhodu ve věku 65 let.